# Marija Wladimirowna Woronzowa

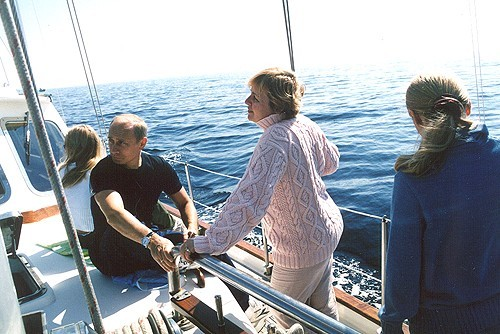
Von links nach rechts: Katerina, Wladimir, Ljudmila und Marija in Region Primorje (2002)

Marija Wladimirowna Woronzowa (russisch Мария Владимировна Воронцова, auch genannt Marija Faassen; * 28. April 1985 in Leningrad (heute: Sankt Petersburg), Russische SFSR, Sowjetunion als Marija Wladimirowna Putina) ist eine russische pädiatrische Endokrinologin und neben Katerina Wladimirowna Tichonowa die ältere der beiden Töchter des russischen Präsidenten Wladimir Putin und der Linguistin Ljudmila Putina. 

## Karriere
Woronzowa wurde 1985 in Leningrad als älteste Tochter von Wladimir Putin und Ljudmila Putina (geb. Schkrebnewa) geboren. Sie besuchte die Deutsche Schule Moskau, während sie von 1986 bis 1990 mit ihrer Familie dort lebte. Nachdem ihre Familie im Frühjahr 1991 nach St. Petersburg zog, besuchte sie die Petrischule (Петришуле), ein deutsches Gymnasium in St. Petersburg. Während der gewalttätigen Bandenkriege, in die die Tambow-Bande verwickelt war, als sie die Kontrolle über den St. Petersburger Energiehandel übernahm, wurden sie und ihre Schwester Katerina von ihrem Vater, der um ihre Sicherheit fürchtete, nach Deutschland geschickt, wo ihr gesetzlicher Vormund der ehemalige Stasi-Mitarbeiter Matthias Warnig war.
Nach elf Schuljahren, zuletzt an der Deutschen Schule Moskau, machte sie ihren Abschluss. Drei Jahre später begann sie ihr Studium an der Universität und schrieb sich zusammen mit ihrer Schwester ein. Marija studierte Biologie an der Staatlichen Universität Sankt Petersburg und absolvierte 2011 zusätzlich ein Medizinstudium an der Staatlichen Universität Moskau. Mit Iwan Iwanowitsch Dedow als Berater war sie Doktorandin am Endokrinologie-Forschungszentrum in Moskau, das von Dedow geleitet wird und das Wohltätigkeitsprojekt Alfa-Endo für Kinder mit endokrinen Erkrankungen betreibt. Zwischen 2013 und 2015 war Woronzowa Mitautorin von fünf Studien, darunter The status of blood antioxidant system in patients with active acromegaly. Außerdem war sie 2015 Mitautorin eines Buches über idiopathische Verkümmerung bei Kindern. Sie gilt als Beraterin ihres Vaters in Sachen Gentechnik, insbesondere bei der Verwendung von CRISPR zur Erzeugung gentechnisch veränderter Babys.

## Persönliches
Woronzowa war mit dem niederländischen Unternehmer Jorrit Faassen verheiratet. 2013 wohnte das Paar in einem Penthouse auf dem höchsten Wohngebäude in Voorschoten in den Niederlanden. 2014 forderten niederländische Bürger die Ausweisung Woronzowas aus dem Land, nachdem der Malaysia-Airlines-Flug 17 in der Ukraine von einer russischen Luftabwehrrakete abgeschossen worden war. 2015 wurde berichtet, dass Woronzowa und Faassen in Moskau leben. Faassen erhielt zunächst einen Job bei der Gazprombank, wurde dann Vizepräsident bei Stroitransgas und arbeitete später bei RG-Development, einer Firma der engen Putin-Freunde Boris und Arkadi Rotenberg. Im Jahr 2022 wurde berichtet, dass das Paar nicht mehr verheiratet sei.
Die Vereinigten Staaten und am 8. April 2022 die Europäische Union setzten Woronzowa auf eine Sanktionsliste.